# SETD7
SETD7 (англ. SET domain containing lysine methyltransferase 7) – білок, який кодується однойменним геном, розташованим у людей на короткому плечі 4-ї хромосоми.  Довжина поліпептидного ланцюга білка становить 366 амінокислот, а молекулярна маса — 40 721.
| 10         |  | 20         |  | 30         |  | 40         |  | 50         |
| ---------- |  | ---------- |  | ---------- |  | ---------- |  | ---------- |
| MDSDDEMVEE |  | AVEGHLDDDG |  | LPHGFCTVTY |  | SSTDRFEGNF |  | VHGEKNGRGK |
| FFFFDGSTLE |  | GYYVDDALQG |  | QGVYTYEDGG |  | VLQGTYVDGE |  | LNGPAQEYDT |
| DGRLIFKGQY |  | KDNIRHGVCW |  | IYYPDGGSLV |  | GEVNEDGEMT |  | GEKIAYVYPD |
| ERTALYGKFI |  | DGEMIEGKLA |  | TLMSTEEGRP |  | HFELMPGNSV |  | YHFDKSTSSC |
| ISTNALLPDP |  | YESERVYVAE |  | SLISSAGEGL |  | FSKVAVGPNT |  | VMSFYNGVRI |
| THQEVDSRDW |  | ALNGNTLSLD |  | EETVIDVPEP |  | YNHVSKYCAS |  | LGHKANHSFT |
| PNCIYDMFVH |  | PRFGPIKCIR |  | TLRAVEADEE |  | LTVAYGYDHS |  | PPGKSGPEAP |
| EWYQVELKAF |  | QATQQK     |  |            |  |            |  |            |

A: Аланін

C: Цистеїн

D: Аспарагінова кислота

E: Глутамінова кислота

F: Фенілаланін

G: Гліцин

H: Гістидин

I: Ізолейцин

K: Лізин

L: Лейцин

M: Метіонін

N: Аспарагін

P: Пролін

Q: Глутамін

R: Аргінін

S: Серин

T: Треонін

V: Валін

W: Триптофан

Кодований геном білок за функціями належить до трансфераз, активаторів, регуляторів хроматину, метилтрансфераз. 
Задіяний у таких біологічних процесах як транскрипція, регуляція транскрипції. 
Білок має сайт для зв'язування з s-аденозил-l-метіоніном. 
Локалізований у ядрі, хромосомах.